# Mahamud (kommun)
Mahamud är en kommun i Spanien.   Den ligger i provinsen Provincia de Burgos och regionen Kastilien och Leon, i den norra delen av landet, 190 km norr om huvudstaden Madrid. Antalet invånare är 141.